# Белези на съвестта
„Белези на съвестта“ е български игрален филм от 1993 година на режисьора Иван Кавалджиев.

## Състав
Не е налична информация за актьорския състав.